# Carel Butter
Karel Cornelis Bartholomeus Butter, in Nederland bekend als Carel Butter,  in het buitenland als Carel van Hulst,  (Amsterdam, 20 december 1881 – San Francisco, 30 april 1937) was een Nederlands/Amerikaanse zanger. Zijn stembereik was bariton/bas.
Hij werd geboren binnen het gezin van logementhouder Machiel Butter en Clara Anthonia van Hulst, wonende in de Buiten Bantammerstraat nr. 2. Helderse schilder Meindert Butter (1877-1940) was zijn broer (vader is bij diens geboorte koopman).
Hij kreeg zijn opleiding van Frederico en Francine Morello aan het Amsterdams Conservatorium en Cornelie van Zanten in Berlijn (Meisterschule für Kunstgesang). Hij was al vroeg aan het werk, in het Rembrandt-theater en het Paleis voor Volksvlijt (februari 1908, Nederlands operadebuut in Op hoop van zegen)  te Amsterdam, de Opera in Berlijn (1906, debuut; verder van 1909-1913), Hofopera in Wenen en Covent Garden (1913 en 1914) in Londen konden men hem zien en heren. Hij zong ook in Den Haag (Residentie Opera Vereniging), Rusland (1913), Hongarije, Griekenland en zelfs Algerije. Tijdens de Eerste Wereldoorlog kwam hij terug naar Nederland, maar vertrok in september 1921 naar de Verenigde Staten. Hij zong onder meer in Chicago en werd aan het eind van zijn leven zangpedagoog in San Francisco.
Zijn zangstem is via diverse plaatopnamen vastgelegd.
Rollen:
- 1906: Silvio in Pagliacci van Ruggero Leoncavallo in Berlijn, naast Enrico Caruso
- 1908: Op hoop van zegen van Charles Grelinger
- 1908: Corneville in Les cloches de Corneville van Robert Jean Julien Planquette
- Valentin in Faust van Charles Gounod, diverse keren
- Escamillo in Carmen van Georges Bizet
- Alfio in Cavalleria rusticana van Pietro Mascagni
- Athanael in Thaïs van Jules Massenet
- Marcello in La bohème van Giacomo Puccini
- Luna in Il trovatore van Giuseppe Verdi
- Herodes in Hérodiade van Jules Massenet
- Petronius in Quo vadis? van Jean Nouguès
- Rigoletto in Rigoletto van Giuseppe Verdi
- Scarpa in Tosca van Giacomo Puccini
- rol in Zaza van Ruggero Leoncavallo
- 1912: Ein Eremit in Der Freischütz van Carl Maria von Weber
- 1912: Jan van der Does in Leiden Ontzet van Cornelis van der Linden
- opera Joseph van Etienne Mehul
- 1914: Amfortas in Parsifal en Telramund in Lohengrin van Richard Wagner (Covent Garden)
- 1915: Pizarro in Fidelio van Ludwig Van Beethoven (Nieuwe Nederlandse Opera)
- 1915: titelrol in Der fliegende Holländer van Richard Wagner
- 1915/1916: Escamillo en Amonasro in Aida van Giuseppe Verdi
- 1917: titelrol in Falstaff van Giuseppe Verdi bij operagezelschap van Cornelie van Zanten
- 1918: Siméon in L'enfant prodique van Claude Debussy
- 1918/1919: Scarpia in Rigoletto van Giuseppe Verdi
- 1919/1920: titelrol in Falstaff van Giuseppe Verdi en Wotan in Die Walküre van Richard Wagner bij de door hem mede opgerichte Residentie Opera Vereniging.
- 1920: L'etranger van Vincent d'Indy met het ROV